# Morris East
Morris East est un boxeur philippin né le 8 août 1973 à Olongapo.

## Carrière
Champion d'Asie OPBF des super-légers après sa victoire face à Pyong Sup Kim le 29 février 1992, il devient champion du monde WBA de la catégorie le 9 septembre 1992 en battant Akinobu Hiranaka au 11e round. Il cède cette ceinture à Juan Martin Coggi dès le combat suivant le 12 janvier 1993 par arrêt de l'arbitre à la 8e reprise. 

## Distinction
- Sa victoire au 11e round contre Akinobu Hiranaka est élue KO de l'année en 1992 par Ring Magazine.